# Anfibolita
La anfibolita es un tipo de roca metamórfica compuesta en su mayor parte de minerales anfíboles. Son las rocas más antiguas encontradas, con una edad aproximada de entre 4200 y 4300 millones de años.
El término hornblendita es usado más comúnmente para las rocas ígneas de manera restringida; la expresión hornblenda se aplica más para los anfíboles. Las anfibolitas metamórficas son más abundantes y variables que los ejemplares ígneos, siendo normalmente de textura gruesa o media y están compuestas de hornblenda y plagioclasa.
Las rocas ígneas primarias como los basaltos y los gabros pueden bien estar emparentadas con las rocas anfíboles.

## Facies de anfibolita

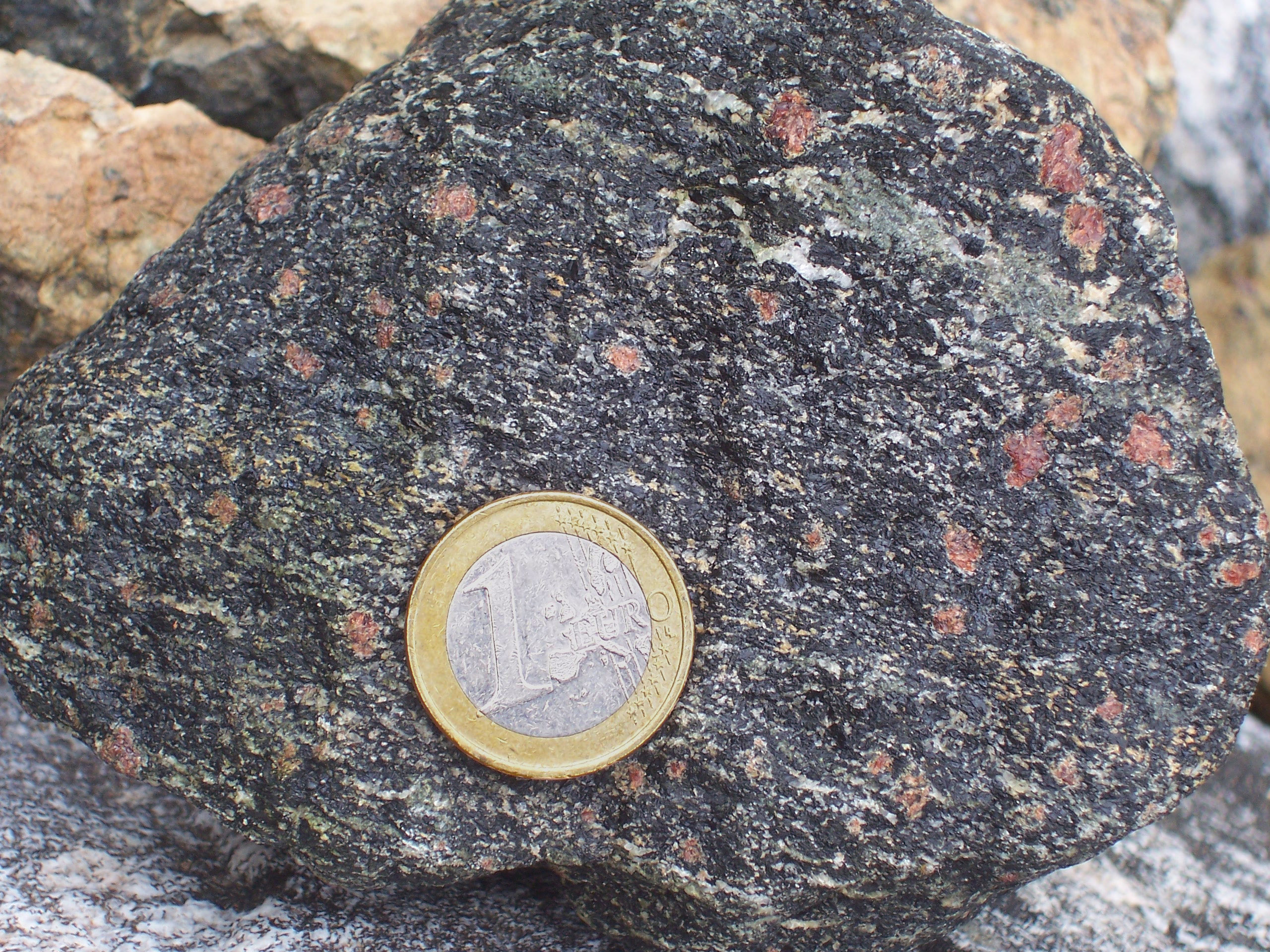
Gneis anfibólico de grano grueso. Los minerales oscuros son anfíboles, los rojos granates y los blancos plagioclasas. Isla de Otrøy, provincia de Møre og Romsdal, Noruega. La roca forma parte de una capa tectónicamente alóctona del paleocontinente Laurentia.

Las facies de anfibolita son una de las principales divisiones de las facies pertenecientes a la clasificación de las rocas metamórficas, que abarca rocas que se formaron bajo condiciones de temperaturas (a 510 °C como máximo) y presiones altas o moderadas.
Las temperaturas y presiones de menor intensidad, formaron rocas de las facies epidota-anfibolita y las de mayor intensidad moldearon rocas de las facies de granulita. Los anfíboles, los diópsidos, las epidotas, las plagioclasas, las wollastonitas y ciertos tipos de granates, son minerales que se encuentran generalmente en las facies de anfibolita. 
Están ampliamente distribuidas en gneises del Precámbrico y probablemente se formaron en las partes más profundas de cinturones orogénicos.